# François Cevert
François Cevert er en fransk racerkører født 25. februar 1944 i Paris (Frankrig) og døde 6. oktober 1973 på Watkins Glen-banen under kvalifikationstræningen til USA's Grand Prix.